# Globex
Le Globex est une plateforme électronique d'échange de titres financiers et de contrats à terme appartenant à CME Group.
En France, Globex a un partenariat avec Western Union et propose ainsi des transferts d'argent internationaux instantanés, de même qu'un IBAN français. Ces facilités font qu'il a malheureusement été utilisé par des escrocs.
Ce service a débuté en 1992 sous la tutelle du Chicago Mercantile Exchange et dépend maintenant du CME group issue de la fusion, en 2006, du premier et du Chicago Board of Trade.
Il permet de valoriser et d'échanger des titres et des contrats à terme en continu, en accédant lors de leur ouverture sur différents marchés, hors ouverture de continuer la cotation et l'échange et permet des échanges de gré à gré. Il est accessible au monde entier.
Il ouvre sur les places et sur les supports des marchés à terme CME, CBOT, NYMEX et COMEX (New York Commodities Exchange).